# ウッディー・ウッドペッカー (1999年のテレビアニメ)
『ウッディー・ウッドペッカー』（英: The New Woody Woodpecker Show）は、アメリカのコメディーアニメのテレビシリーズで、漫画家・アニメーターのウォルター・ランツが制作した短編アニメをベースにしている。アニメーターのボブ・ジャックが制作し、脚本家のケリー・アームストロングが共同開発した。最初の13話はジャックがアラン・ザスラヴと共同で監督し、14話からはザスラヴが単独で監督を務め、番組が打ち切られるまで監督を務めた。ユニバーサル・カートゥーン・スタジオが制作し、1999年5月8日から2002年7月27日まで、アメリカのフォックス放送のFox Kidsで放映された。
本作は、ワーナー・ブラザースの『ルーニー・テューンズ』に似た、オリジナル・シリーズのキャラクターと数人の新キャラクターがそれぞれのセグメントに登場する、『ウッディー・ウッドペッカー・ショー』のアップデート版である。1回24分のエピソードは3つのセグメントで構成され、通常はウッディー・ウッドペッカーが2つ、チリー・ウィリーが1つ登場し、ウィニー・ウッドペッカーやノットヘッド＆スプリンターも一部のセグメントに登場する。53エピソード、157セグメントが制作された。

## 登場人物

### ウッディー・ウッドペッカー
ウッディー・ウッドペッカー（Woody Woodpecker）
声 - ビリー・ウェスト（原）、渡辺久美子（日）、山寺宏一（ビデオ版）
大都会のアパートを見下ろすツリーハウスに住む、やんちゃなキツツキ。性格はトム・ソーヤーに似ており、怠け者で狂ったような物乞い、あるいはフリーターで、楽ばかりしようとするが回によってはしっぺ返しを喰らったりすることもある。このような性格はライバルには好かれないが、いたずら好きでずる賢い為、手ごわい。彼の父親はスコットランド人で、自分のスコットランドの伝統を誇りに思っている。
ウィニー・ウッドペッカー（Winnie Woodpecker）
声 - B. J. ウォード（原）、かないみか（日）
ウッディーのガールフレンドのキツツキ。ミーハーだがしっかり者でウッディーも敵わない人物。
ノットヘッド & スプリンター（Knothead & Splinter）
声 - エリザベス・デイリー（ノットヘッド / 原）、北原冬子（ノットヘッド / 日）、ニカ・フッターマン（スプリンター / 原）、あかり（スプリンター / 日）
ウッディーとウィニーの甥と姪で、ウッディーたちに辛くあたらずにはいられないキツツキのペア。コンビネーションも良く、叔父ウッディーも驚くほど。
バズ・バザード（Buzz Buzzard）
声 - マーク・ハミル（原）、竹本英史（日）、岩崎ひろし（ビテオ版）
意地悪でずる賢いハゲタカで、シリーズ全体の主な悪役。いつもウッディーとウィニーを騙そうとするが毎回返り討ちに遭い、酷い目に遭う。
ツイーキー・ダ・ラッキー（Tweakey Da Lackey）
声 - マーク・ハミル
普段はバズの子分であり、しばしば消極的な態度をとる家畜のカナリア。
ウォーリー・ウォーラス（Wally Walrus）
声 - ビリー・ウェスト（原）、長嶝高士（日）、楠見尚己（ビデオ版）
ウッディーのツリーハウスから見下ろせるアパートに住むスウェーデン人のセイウチ。ウッディーの隣人であり、長年のライバルでよく張り合うが騙されやすくまた他のライバル達と比べて善良な人物なため、時にコンビを組んで協力する場面もある。
ミーニーさん（Miss Meany）
声 - アンドレア・マーティン
ウッディーとウォーリーが住んでいるアパートの大家。皮肉屋で他のキャラクターよりも短気で暴力的で意地悪なところがある。仕事に真剣に取り組み、権力者を尊敬する勤勉な人物として描かれることが多い。

### チリー・ウィリー
チリー・ウィリー（Chilly Willy）
声 - フランク・ウェルカー（原）、 貴家堂子（日）
南極に住む基本的に声を発さないペンギンで、空腹を満たしたり、寒さをしのいだりする度に、災難に見舞われる。その無邪気な姿とは裏腹に、かなりの強かで抜け目がなく、目的を達する為ならなんでもする。
スメドリー（Smedley）
声 - ビリー・ウェスト
チリーと対立することが多い犬だが、通常は敵対するというよりも権威ある犬として描かれている。非常にのんびりした性格で、一般的にはその穏やかな態度を崩すことはないがチリーに振り回されている。
チリー・リリー（Chilly Lilly）
チリー・ウィリーのガールフレンドで、エピソード『チリー・リリー』に登場する、こちらも声を発さない雌のペンギン。
マキシー・ザ・ポーラー・ベア（Maxie The Polar Bear）
声 - ロブ・ポールセン
知的なホッキョクグマで、チリーの友人の一人。チリーのコーナーにも何度か登場する。
ホグワシュ軍曹（Sgt. Hogwash）
声 - ブレイク・クラーク
南極の政府基地で活動するブタの軍人で、チリーの抜け目のない性格に悩まされている。
メジャー・ブル（Major Bull）
声 - ケビン・マイケル・リチャードソン
ホグワッシュの上を行くウシ。

### その他
ダグ・ナッツ医師（Dr. Doug Nutts）
声 - ビリー・ウェスト
ドン・ノッツのモノマネをしている医師。エピソード『Woody And The Termite』に登場する。
女神（Mother Nature）
声 - B. J. ウォード
自然界での自分の役割を果たせない怠け者のウッディーをいつも追いかけている妖精。エピソード『Woody And The Termite』『Downsized Woody』『Whistle Stop Woody』『Teacher's Pet』に登場する。『Teacher's Pet』では、前の3つのエピソードとは異なる外見をしているが、『Crazy Castle 5』では、『Teacher's Pet』の前のオリジナルの外見を保っている。
クリーピー・バジャー（Creepy Badger）
声 - マーク・ハミル
不気味で猟奇的なアナグマ。一般的には真の悪役ではないが、ウォーリーの手下として一緒に働いたことがあり、あるエピソードでは主な敵役を演じたこともある。耳障りな深い声で話し、全体的に不気味である。また、トボガンぞりが大好き。キャッチフレーズは "Hiya, buddy!"。
ニッキー・ニックナッカー（Nicky Knickknacker）
声 - ティム・カリー
エピソード『Eenie, Meany, Out You Go』に登場する上流階級のアカゲラ泥棒。
ウッディー・ウッドペッカーの父親（Woody Woodpecker's Father）
声 - コーリー・バートン
ウッディーの父親であるキツツキ。
キャブマン・ウッドペッカー（Caveman Woodpecker）
声 - チャーリー・アドラー
原始人のキツツキ。
シロアリのレスター（Lester The Termite）
声 - パメラ・アドロン
エピソード『Woody And The Termite』に登場するシロアリ。
裁判官（Judge）
声 - ビリー・ウェスト
エピソード『Stage Fright』に登場し、バズとトゥイーキーを断罪する裁判官。
ウィリー・ウォーラス（Willy Walrus）
声 - ロブ・ポールセン
ウォーリーの甥で、エピソード『Stuck On You』『Just Say Uncle』に登場する。
キューピッド（Cupid）
声 - ビリー・ウェスト
エピソード『Date With Destiny』に登場するクピードー。
ウッドロー・ウッドペッカー（Woodrow Woodpecker）
声 - チャーリー・アドラー
『Teacher's Pet』に登場する頭の悪いのキツツキ。
ナットウィンク
声 - ? / 日下部ひろこ（日）
- その他 - 文月くん[5]、廣田行生、チョー

## その他のキャスト
- ジェフ・ベネット - ピジョン・ボス（『Downsizing Woody』）
- ジュリー・ブラウン（英語版） - 客（『Bad Hair Day』）、裁判官（『Winnie's New Car』）
- ダン・カステラネタ - ゴキブリ（『Brother Cockroach』）
- マーシャ・クラーク（英語版）
- ウィー・ザ・キングス
- ダイアン・A・クレア
- ジム・カミングス - キャプテン・レッドウッド（『Woody's Ship of Ghouls』）、オーキー（『Woody's Ship of Ghouls』）、医師（『Couple's Therapy』）
- グレイ・デリスル - ラ・ルナ（『A Chilly Fashion Model』）、フリーダ
- デビ・デリーベリー - ファニウィンクル夫人（『The Ice Rage』）、フランシス・ファニウィンクル（『The Ice Rage』）
- パット・フラリー（英語版） - 子供（『Mexican Chilly』）、ナッシュ（『Automatic Woody』）
- テレサ・ガンジェル（英語版） - インガ・スモーガスボード（『Frankenwoody』）
- ジェス・ハーネル - ビジネスマン（『Wiener Wars』）、ジョー（『Wiener Wars』）、海賊（『Woody's Ship of Ghouls』）
- エレン・イデルソン（英語版）
- ピーター・ジェイソン（英語版）
- トニー・ジェイ - ギュンターの後見人（『Be A Sport』）
- トム・ケニー - ラッシュ（『Automatic Woody』）、シャレール・エルフ（『Yule Get Your's』）
- ジル・ティレイ（英語版）
- ジョー・ララ (ミュージシャン)（英語版） - ケーブルモグラ（『Cable Ace』）
- トレス・マクニール  - ヘルガ（『The Chilly Show』）、雌鶏（『Chicken Woody』）
- キャンディ・ミロ - ジニー（『Niece and Quiet』）
- ラレイン・ニューマン
- ロブ・ポールセン - コーキー（『Woody's Ship of Ghouls』）、ルーイ（『Thrash For Cash』『Terror Tots』『Ye Olde Knothead And Splinter』）、ウッディ・クローン（『Two Woodys, No Waiting』）
- ブローガン・ロッチ
- ユージン・ロッシュ（英語版）
- チャールズ・マーティン・スミス - マーティ（『The Chilly Show』）
- フランク・ウェルカー

## エピソード
| シーズン | シーズン | 話数 | 話数 | 放送期間     | 放送期間       | 放送期間 |
| シーズン | シーズン | 話数 | 話数 | 初回放送     | 最終回放送     | 放送局   |
| -------- | -------- | ---- | ---- | ------------ | -------------- | -------- |
|          | 1        | 23   | 23   | 1999年5月8日 | 1999年12月25日 | Fox Kids |
|          | 2        | 17   | 17   | 2000年9月2日 | 2000年12月23日 | Fox Kids |
|          | 3        | 13   | 13   | 2002年5月4日 | 2002年7月27日  | Fox Kids |

### シーズン1（1999年）
| 通算 話数 | シーズン 話数 | タイトル                                                                    | 監督                                       | 脚本 | 絵コンテ | 放送日         |
| --- | ------------- | --------------------------------------------------------------------------- | ------------------------------------------ | --- | --- | -------------- |
| 1 | 1             | "Wiener Wars"Electric Chilly"Woody and the Termite"                         | マウロ・カサレーゼ                         | エリック・ヴェスビットトラビス・クラーク、ロビー・トンプソン、リチャード・パーセルロビー・トンプソン                                         | カート・アンダーソン、ピーター・フェルクステファン・デステファーノ、ウェンデル・ワッシャーレーン・ライヒャート、ジル・コルバート                           | 1999年5月8日   |
| ウッディーは、元のオーナーがやめると言ったホットドッグを売るが、ウォーリーは彼のアイデアに賛成しない／チリー・ウィリーは、遊園地を開こうとするスメドリーに深刻な問題を引き起こす／母なる自然は、ウッディーの仕事が遅れていると言うため、ウッディーは彼の仕事をするためにシロアリを雇う。しかしそれが裏目に出て、シロアリが悪さをすることになる。   |               |                                                                             |                                            | | |                |
| 2 | 2             | "Fake Vacation"Medical Winnie Pig"Cable Ace"                                | マウロ・カサレーゼ                         | トラビス・クラーク、ロビー・トンプソン、ウイリアム・レイトラビス・クラーク                                                                   | マイク・フォンテーヌリ、クリスタル・クラブンデトム・ベルナルド、エディ・フィッツジェラルド、デビッド・ウィリアムズアルフレッド・ギメノ、ラファエル・ロサダ | 1999年5月15日  |
| バズはウッディーを騙そうと、ウッディーがホラ吹きを見るような偽の休暇を作ろうとする。しかし、ウッディーは彼の現金を盗もうとして詐欺だと通報してしまう。ウィニーは医者で働こうとするが、かえってトラブルを起こしてしまう。ウッディーはお気に入りの番組を見ようとするが、ウォーリーが「ハイランド・ゲームズ」のチャンネルを持っていたことが判明する。 |               |                                                                             |                                            | | |                |
| 3 | 3             | "Temper, Temper"A Classic Chilly Cartoon"Crash Course"                      | マウロ・カサレーゼテックス・アヴェリー     | トラビス・クラーク、ドリュー・デイウォルト、デビッド・シュナイダーマイケル・マルチーズトラビス・クラーク、ロビー・トンプソン                 | ブッチ・ハートマン、ボブ・オノラートTBAカート・アンダーソン                                                                                                | 1999年5月22日  |
| ミス・ミーニーは、怒ると頭がおかしくなると診断されている。その日は、ウッディーが「ハイランド・ゲームズ」を開催する日と重なってしまい、彼女は怒ってしまう。 |               |                                                                             |                                            | | |                |
| 4 | 4             | "Woody's Ship of Ghouls""Bad Hair Day""Downsized Woody"                     | マウロ・カサレーゼ                         | トラビス・クラークシェリー・シュレイダー、トラビス・クラークトラビス・クラーク                                                               | カート・アンダーソンボブ・オノラート、クリス・リカルディクリスタル・クラブンデ                                                                             | 1999年5月29日  |
| 5 | 5             | "Ya Gonna Eat That?"Chilly & Hungry"Brother Cockroach"                      | マウロ・カサレーゼ                         | トラビス・クラーク、ロビー・トンプソン、ジム・ゴメス、ビル・レイロビー・トンプソン 、リチャード・パーセルロビー・トンプソン                  | ボブ・オノラートケリー・アームストロング、デイブ・ウィリアムズトム・ベルナルド、マウロ・カサレーゼ、ゲイリー・ホフマン                                     | 1999年6月5日   |
| 6 | 6             | "Father's Day"Camp Buzzard"He Wouldn't Woody"                               | マウロ・カサレーゼ                         | ロビー・トンプソントラビス・クラーク | カート・アンダーソン、ステファン・デステファーノジル・コルバート・トルースデールクリス・レカルディ、ボブ・オノラート                                       | 1999年6月12日  |
| 7 | 7             | "Wally's Royal Riot"Mexican Chilly"Sleepwalking Woody"                      | マウロ・カサレーゼ                         | エディ・フィッツジェラルド、トラビス・クラークトラビス・クラーク、ロビー・トンプソントラビス・クラーク、リチャード・パーセル                 | エディ・フィッツジェラルド、トム・ネルソンボブ・オノラートエディ・フィッツジェラルド、デビッド・ウィリアムズ                                               | 1999年6月19日  |
| 8 | 8             | "Pinheads""The Chilly Show"Silent Treatment"                                | マウロ・カサレーゼ                         | チャールズ・シュナイダー、ロビー・トンプソンロビー・トンプソンロビー・トンプソン、ジム・ゴメス                                               | ボブ・オノラートビル・フレークマイク・フォンテーヌリ、ボブ・オノラート                                                                                     | 1999年6月26日  |
| 9 | 9             | "Over the Top"Chilly & the Fur-Bearing Trout""Painfaker"                    | マウロ・カサレーゼ                         | マウロ・カサレーゼ、トラビス・クラーク、リチャード・パーセル、ロビー・トンプソンロビー・トンプソン、リチャード・パーセルエリック・ベスビット | ブライアン・ミッチェル、ボブ・オノラートステファン・デステファーノ、ボブ・オノラートジェイミー・オリフ、ボブ・オノラート                                   | 1999年7月3日   |
| 10 | 10            | "Baby Buzzard""Bait & Hook""Bad Weather"                                    | アルフレッド・ギメノ、マウロ・カサレーゼ   | トラビス・クラーク、ビル・レイロビー・トンプソンロビー・トンプソン、ジム・ゴメス                                                             | ジル・コルバート・トルースデール、クリス・レカルディジェフリー・ゴードン、トム・ネルソン、クリス・レカルディボブ・オノラート、ジェフリー・ゴードン         | 1999年7月10日  |
| 11 | 11            | "Tee Time""S & K Files""Goldiggers"                                         | カート・アンダーソン、アルフレッド・ギメノ | ロビー・トンプソントラビス・クラーク | ジル・コルバート・トルースデールトム・ネルソンボブ・オノラート                                                                                             | 1999年7月17日  |
| 12 | 12            | "Mirage Barrage""Queen of De-Nile""Party Animal"                            | カート・アンダーソン、アルフレッド・ギメノ | ロビー・トンプソントラビス・クラークレン・ヤンセン                                                                                           | ウェンデル・ワッシャーリン・ハンタークリスタル・クラバンデ                                                                                                 | 1999年7月24日  |
| 13 | 13            | "K-9, Woody-O""Ready for My Close-Up, Mr. Walrus""Gopher-It"                | カート・アンダーソン、アルフレッド・ギメノ | レン・ヤンソンショーン・ロッシュケリー・ウォード                                                                                             | トム・ネルソンジル・コルバート・トルースデールボブ・オノラート                                                                                             | 1999年7月31日  |
| 14 | 14            | "Spy-Guy""Ye Olde Knothead and Splinter""Life in the Pass Lane"             | カート・アンダーソン、アルフレッド・ギメノ | グレン・レオポルドエレノア・ビュリアン・モーアリード、ブルース・シェリー                                                                     | クリスタル・クラバンデリン・ハンターウェンデル・ワッシャー                                                                                                 | 1999年8月7日   |
| 15 | 15            | "Signed, Sealed, Delivered"Out to Launch""Spa-Spa Blacksheep"               | アルフレッド・ギメノ                       | ロドニー・ギブスラレン・ブライトレン・ヤンソン                                                                                               | トム・ネルソンジル・コルバート・トルースデールボブ・オノラート                                                                                             | 1999年8月14日  |
| 16 | 16            | "Pecking Order""Chilly on Ice""Just Say Uncle"                              | カート・アンダーソン                       | ケリー・ワードビル・マセニートラビス・クラーク                                                                                               | リン・ハンタークリスタル・クラバンデマイケル・V・ベネット                                                                                                  | 1999年8月21日  |
| 17 | 17            | "The Contender""Snow Way Out""Hospital Hi-Jinx"                             | アルフレッド・ギメノ                       | トラビス・クラークレン・ヤンソンニック・デュボア                                                                                             | ジル・コルバート・トルースデールレーン・ライヒャートトム・ネルソン、ボブ・オノラート                                                                       | 1999年8月28日  |
| 18 | 18            | "Dr. Buzzard's Time Chamber""Winnie P.I.""Foiled in Oil"                    | カート・アンダーソン                       | リック・マーウィンロビー・トンプソンケン・ソロモン、ジャック・ボーノフ                                                                       | クリスタル・クラバンデリン・ハンターウェンデル・ワッシャー                                                                                                 | 1999年9月4日   |
| 19 | 19            | "Aunt Pecky""Terror Tots"''Carney Con"                                      | アルフレッド・ギメノ                       | ハンク・サローヤントラビス・クラークニック・デュボア                                                                                         | ジル・コルバート・トルースデールトム・ネルソンレーン・ライヒャート                                                                                         | 1999年10月30日 |
| 20 | 20            | "Bavariannoying""Kitchen Magician"Cheap Seats Woody"                        | カート・アンダーソン                       | トラビス・クラークロビー・トンプソン | ウェンデル・ワッシャーリン・ハンタークリスタル・クラバンデ                                                                                                 | 1999年11月6日  |
| 21 | 21            | "Meany Side of the Street""Chilly to Go"Ant Rant"                           | アルフレッド・ギメノ                       | メアリー・アン・ギャロショーン・ロッシュロビー・トンプソン                                                                                   | ニール・スターネッキートム・ネルソンジル・コルバート・トルースデール                                                                                       | 1999年11月13日 |
| 22 | 22            | "Woody Watcher""Chilly Dog"Beach Nuts"                                      | アルフレッド・ギメノ                       | ショーン・ロッシュ | ジル・コルバート・トルースデールボブ・オノラートトム・ネルソン                                                                                             | 1999年11月20日 |
| 23 | 23            | "A Very Woody Christmas""It's a Chilly Christmas After All""Yule Get Yours" | カート・アンダーソン                       | ロビー・トンプソントラビス・クラーク | ウェンデル・ワッシャークリスタル・クラバンデリン・ハンター                                                                                                 | 1999年12月25日 |

### シーズン2（2000年）
| 通算 話数 | シーズン 話数 | タイトル                                                      | 監督                                                                                                 | 脚本                                                                                       | 絵コンテ | 放送日         |
| --------- | ------------- | ------------------------------------------------------------- | --- | ------------------------------------------------------------------------------------------ | --- | -------------- |
| 24        | 1             | "Automatic Woody""Zoom-a to Montezooma""Chicken Woody"        | カート・アンダーソンアルフレッド・ギメノ、マウロ・カサレーゼ                                         | ショーン・ロッシュロビー・トンプソン、リチャード・パーセル                                 | ウェンデル・ワッシャークリスタル・クラバンデ、ケリー・アームストロングウェンデル・ワッシャー、クリス・リカルディ             | 2000年9月2日   |
| 25        | 2             | "Bonus Round Woody""Winnie at the Ball""Date with Destiny"    | カート・アンダーソンアルフレッド・ギメノ、マウロ・カサレーゼカート・アンダーソン、マウロ・カサレーゼ | ショーン・ロッシュダイアン・A・クレアトラビス・クラーク、ロビー・トンプソン、ジム・ゴメス  | クリスタル・クラバンデトム・ネルソン、ジェフリー・ゴードン、ボブ・リチャードソンリン・ハンター、マイク・フォンテーヌリ       | 2000年9月9日   |
| 26        | 3             | "Woody's Roommate"Winnie's New Car"Whistle Stop Woody"        | アルフレッド・ギメノ、マウロ・カサレーゼカート・アンダーソン                                         | ロビー・トンプソン、ビル・レイトラビス・クラーク、シェリー・シュレイダーショーン・ロッシュ | ボブ・オノラート、ビル・レイジル・コルバート・トルースデール、ジェフリー・ゴードン、エディ・フィッツジェラルドリン・ハンター | 2000年9月16日  |
| 27        | 4             | "Stuck on You""Freeze Dried Chilly""That Healing Feeling"     | TBA                                                                                                  | トラビス・クラークショーン・ロッシュドン・ギリーズ                                         | TBA | 2000年9月23日  |
| 28        | 5             | "Lap It Up""Swiss Family Buzzard""Getting Comfortable"        | TBA                                                                                                  | ロビー・トンプソンショーン・ロッシュチャーリー・コーエン                                   | TBA | 2000年9月30日  |
| 29        | 6             | "Sync or Swim""Armed Chilly""Difficult Delivery"              | TBA                                                                                                  | マーク・ホフマイヤートラビス・クラークドン・ギリーズ                                       | TBA | 2000年10月7日  |
| 30        | 7             | "Cabin Fever""Everybody's a Critic"Hide and Seek"             | TBA                                                                                                  | ロビー・トンプソンマイケル・マートン                                                       | TBA | 2000年10月14日 |
| 31        | 8             | "The Ice Rage"Endangered Chilly""Attila the Hen"              | TBA                                                                                                  | トラビス・クラークロビー・トンプソントラビス・クラーク                                     | TBA | 2000年10月21日 |
| 32        | 9             | "Frankenwoody"The Meany Witch Project""Fright Movie Woody"    | TBA                                                                                                  | デビッド・エールマンリチャード・マーウィンショーン・ロッシュ                               | TBA | 2000年10月28日 |
| 33        | 10            | "This Seat's Taken"''Cajun Chilly""Out of Line"               | TBA                                                                                                  | マーロウ・ワイズマントラビス・クラーク                                                     | TBA | 2000年11月4日  |
| 34        | 11            | "Inn Trouble""Wishful Thinking""Trail Ride Woody"             | TBA                                                                                                  | ロビー・トンプソントラビス・クラークロビー・トンプソン                                     | TBA | 2000年11月11日 |
| 35        | 12            | "Super Woody"Skating By""Be a Sport"                          | TBA                                                                                                  | ロビー・トンプソントラビス・クラーク                                                       | TBA | 2000年11月18日 |
| 36        | 13            | "Like Father, Unlike Son"A Chilly Spy""Country Fair Clam-ity" | TBA                                                                                                  | レン・ヤンセンショーン・ロッシュマーク・ザスラヴ                                           | TBA | 2000年11月25日 |
| 37        | 14            | "Eenie, Meany, Out You Go!""Stage Fright"Gone Fishin'"        | TBA                                                                                                  | アール・クレスショーン・ロッシュ                                                           | TBA | 2000年12月2日  |
| 38        | 15            | "Teacher's Pet""Dirty Derby"Hooray for Holly-Woody"           | TBA                                                                                                  | ショーン・ロッシュトラビス・クラークショーン・ロッシュ                                     | TBA | 2000年12月9日  |
| 39        | 16            | "Cyrano de Woodypecker""Chilly Lilly"Meany's Date Bait"       | TBA                                                                                                  | ジュリー・プレンディヴィル・ルー、クリスティン・コイルショーン・ロッシュロビー・トンプソン | TBA | 2000年12月16日 |
| 40        | 17            | "The Twelve Lies of Christmas"                                | TBA                                                                                                  | ショーン・ロッシュ                                                                         | TBA | 2000年12月23日 |

### シーズン3（2002年）
| 通算 話数                                                        | シーズン 話数 | タイトル                                                                        | 放送日        |
| ---------------------------------------------------------------- | ------------- | ------------------------------------------------------------------------------- | ------------- |
| 41                                                               | 1             | "Woodsy Woody / Chilly Solar Wars / Cue the Pool Shark"                         | 2002年5月4日  |
| 42                                                               | 2             | "Couples Therapy / Chilly Blue Yonder / Hiccup-Ed"                              | 2002年5月11日 |
| 43                                                               | 3             | "Crouching Meany, Hidden Woodpecker / A Chilly Party Crasher / Junk Funk"       | 2002年5月18日 |
| 44                                                               | 4             | "Two Woodys, No Waiting / A Chilly Amusement Park / Born to Be Woody"           | 2002年5月25日 |
| 45                                                               | 5             | "Mechanical Meany / A Chilly Furnace / Homerun Woody"                           | 2002年6月1日  |
| ウッディーとウォーリーは、ミス・ミニーがロボットだと信じている。 |               |                                                                                 |               |
| 46                                                               | 6             | "Tire Tyrant / A Chilly B-B-Q / Spring Cleaning"                                | 2002年6月8日  |
| 47                                                               | 7             | "The Fabulous Foodbox by Scamco / A Chilly Hockey Star / Corn Fed Up"           | 2002年6月15日 |
| 48                                                               | 8             | "Infrequent Flyer / A Chilly Cold & Flu Season / Moto-Double Cross"             | 2002年6月22日 |
| 49                                                               | 9             | "Wild Woodpecker / A Chilly Fashion Model / Speed Demon Mountain"               | 2002年6月29日 |
| 50                                                               | 10            | "Niece and Quiet / Chilly Bananas / Surf Crazy"                                 | 2002年7月6日  |
| 51                                                               | 11            | "Birdhounded / Run Chilly, Run Deep / Surviving Woody"                          | 2002年7月13日 |
| 52                                                               | 12            | "Firehouse Woody / Hogwash Junior / Thrash for Cash"                            | 2002年7月20日 |
| 53                                                               | 13            | "Miniature Golf Mayhem / A Chilly Cliffhanger / I Know What You Did Last Night" | 2002年7月27日 |

### 日本放送版

#### TX放送分
| 話数 | サブタイトル                                                                               | 原題                                                 | 日本放送日    |
| ---- | ------------------------------------------------------------------------------------------ | ---------------------------------------------------- | ------------- |
| 1    | ホットドック大好き コンセントが たりない! エイリアンをやっつけろ!                          | Wiener Wars Electric Chilly ?                        | 2001年 4月5日 |
| 2    | ウッディーとシロアリ ウィニーのお医者さんになりたい! もっともっとテレビ!                   | Woody and the Termite Medical Winnie Pig Cable Ace   | 4月12日       |
| 3    | ミーニーさんは、もう怒らない チリー・ウィリーのテレビ出演 ウィニーちゃん、パイロットに挑戦 | Temper, Temper The Chilly Show Crash Course          | 4月19日       |
| 4    | ウッディー、ハトになる おしゃれな ヘアサロン ひいおじいちゃんの金山                        | Downsized Woody Bad Hare Day ?                       | 4月26日       |
| 5    | やさしくしてね! 毛皮をめぐる冒険 スキー vs スノーボード                                    | ?                                                    | 5月3日        |
| 6    | たべもの、隠してる? バランスよく食べよう! チェスターの大出世                               | ? Brother Cockroach                                  | 5月10日       |
| 7    | ねぼすけウッディー お船に乗って、バケーション! ウォーリーの 高級レストラン                 | ? Fake Vacation ?                                    | 5月17日       |
| 8    | ゴルフは、お好き? ボーリングチャンピオンに挑戦! 無視しないでよ!                            | ? Pinheads ?                                         | 5月24日       |
| 9    | ウッディーと 魔法のランプ ウィニーちゃんのピラミッド探検 パーティーで、さわぎたい!         | Mirage Barrage ?                                     | 5月31日       |
| 10   | ハッピーダンスを 見に行こう! ワンちゃんに 芸を教えよう! 海賊船のパーティー                 | ?                                                    | 6月7日        |
| 11   | 父の日はゴルフ勝負 こどもたちの夏休み こんなの、ウッディーじゃない!                        | Father's Day ?                                       | 6月14日       |
| 12   | ミーニーさんのワンちゃん ウィニーちゃんの映画出演 ゴルフ場のいたずらもの                   | K-9, Woody-O ? Gopher-It                             | 6月21日       |
| 13   | ウッディー、スパイになる 遊園地でおおさわぎ! 天才レーサーは だれ？                         | Spy-Guy Carney Con Life in the Pass Lane             | 6月28日       |
| 14   | 子守りをしよう! 大きな魚を 釣る方法 今日の天気は なぁに?                                   | ? Bad Weather                                        | 7月1日        |
| 15   | クイズにチャレンジ! ウィニーちゃんの社交界デビュー デートがしたい!                         | ?                                                    | 7月8日        |
| 16   | チョコレート好き好き! スメドリーのペンギン探し ウッディー、ニワトリになる                  | ?                                                    | 7月15日       |
| 17   | リッチなホテルで 遊ぼう! ウィニーちゃん、宇宙に行く 郵便局でおおさわぎ                     | ? Out to Launch ?                                    | 7月22日       |
| 18   | ミーニーさんのおひっこし 食料庫へ忍び込め! 楽しいピクニック                                | ?                                                    | 7月29日       |
| 19   | ? ウィニー探偵の大活躍 ?                                                                   | Dr. Buzzard's Time Chamber Winnie P.I. Foiled in Oil | 8月5日        |
| 20   | ミーニーさんのお友達 お化け屋敷を探検だ バズのわくわくゲーム                               | ?                                                    | 8月12日       |
| 21   | 侵入者をつかまえろ！ 南極の運動会 ウルトラウッディ                                         | ?                                                    | 8月19日       |
| 22   | お城ですごそう! 女王さまの おやつ コーチって大変!?                                         | ?                                                    | 8月26日       |
| 23   | カメラマンの人気者 おじさん競争 ビーチでサーフィン!                                        | ?                                                    | 9月16日       |
| 24   | 親子でクルージング お料理番組に 出よう! お船で大冒険                                       | ?                                                    | 9月23日       |
| 25   | バズのいすわり大作戦 ウィニーちゃんの 新しい車 汽車に乗ろうよ                              | ? Winnie's New Car ?                                 | 9月30日       |
| 26   | ハリウッドスターになろう! 恋の相手は だぁれ？ ウッディー、追い出される!?                   | ?                                                    | 10月7日       |

#### CN放送分
2003年12月1日から2004年までカートゥーンネットワークで放送された。新エピソードが多く、同じ声優と思われる。
| 話数 | サブタイトル                                                                      | 原題                                                 | 放送日         |
| ---- | --------------------------------------------------------------------------------- | ---------------------------------------------------- | -------------- |
| 1    | ホットドッグ大好き コンセントが足りない ウッディーとシロアリ                      | Wiener Wars Electric Chilly Woody and the Termite    | 2003年 12月1日 |
| 2    | フラダンスを見に行こう! ウィニーのお医者さんになりたい もっともっとテレビ         | Fake Vacation Medical Winnie Pig Cable Ace           | 12月2日        |
| 3    | ミーニーさんはもう怒らない (チリー・ウィリー) ウィニーちゃん、パイロットに挑戦    | Temper, Temper A Classic Chilly Cartoon Crash Course | 12月3日        |
| 4    | 海賊船のパーティー おしゃれなヘアサロン ウッディー・ハトになる                    | Woody's Ship of Ghouls Bad Hair Day Downsized Woody  | 12月4日        |
| 5    | たべもの、隠してる？ バランスよくたべよう! スターの大出世                         | Ya Gonna Eat That? Chilly & Hungry Brother Cockroach | 12月5日        |
| 6    | ? キャンプに行こう ウッディーじゃない!                                            | Father's Day Camp Buzzard He Wouldn't Woody          | 12月8日        |
| 7    | ウォーリーの高級レストラン お船に乗って、バケーション! ねぼすけウッディー         | Wally's Royal Riot Mexican Chilly Sleepwalking Woody | 12月9日        |
| 8    | ボーリングチャンピオンに挑戦! チリー・ウィリーのテレビ出演 無視しないでよ!        | Pinheads The Chilly Show Silent Treatment            | 12月10日       |
| 9    | スキーVSスノーボード 毛皮をめぐる冒険 やさしくしてね!                             | Over the Top Chilly & the Fur-Bearing TroutPainfaker | 12月11日       |
| 10   | 子守りをしよう! 大きな魚を釣る方法 今日の天気はなあに?                            | Baby Buzzard Bait & Hook Bad Weather                 | 12月12日       |
| 11   | チョコレート好き好き! スメドリーのペンギン探し ウッディ、ニワトリになる           |                                                      | 12月15日       |
| 12   | クイズにチャレンジ ウィニーちゃんの社交界デビュー デートがしたい!                 |                                                      | 12月16日       |
| 13   | バズのいすわり大作戦 汽車に乗ろうよ 汽車に乗ろうよ(重複)                          |                                                      | 12月17日       |
| 14   | ゴルフはお好き？ エイリアンをやっつけろ ひいおじいちゃんの金山                    |                                                      | 12月18日       |
| 15   | ウッディーと魔法のランプ ウィニーちゃんのピラミッド探検 パーティーで、さわぎたい! | Mirage Barrage Queen of De-Nile Party Animal         | 12月19日       |
| 16   | ミズ・ミーニーの可愛いペット ウィニー映画にでる ウッディーといたずらネズミ        |                                                      | 12月22日       |
| 17   | スパイ大作戦 サーカスで遊ぼう レーシング ゲーム                                   |                                                      | 12月23日       |
| 18   | ウッディーサンタの贈り物 サンタの妖精は大忙し 最高のプレゼント                    |                                                      | 12月24日       |
| 19   | 正直者のクリスマス                                                                | A Very Woody Christmas                               | 12月25日       |
| 20   | リッチなホテルで遊ぼう ウィニーちゃん宇宙に行く 郵便局でおおさわぎ                |                                                      | 12月26日       |
| 21   | 侵入者をつかまえろ 南極の運動会 おじさん競争                                      |                                                      | 12月29日       |
| 22   | ウェスタン・ウッディー ウィニー探偵の大活躍 石油をほっておおもうけ！              |                                                      | 12月30日       |
| 23   | ミーニーさんのお友達 お化け屋敷を探検だ バズのわくわくゲーム                      |                                                      | 12月31日       |
| 24   | お城ですごそう! 女王様のおやつ ホームランボール                                   |                                                      | 2004年 1月5日  |
| 25   | ミーニーさんのおひっこし 食料庫へ忍び込め! 楽しいピクニック                       | ?                                                    | 1月6日         |
| 26   | ビーチでサーフィン! ワンちゃんに芸を教えよう! カメラマンの人気者                  |                                                      | 1月7日         |
| 27   | ウッディの覆面レスラー スキー上達法 入院は楽しい                                  |                                                      | 1月8日         |
| 28   | くっついちゃって困るの だいすき！ 冷凍食品 名医ウッディー                         |                                                      | 1月9日         |
| 29   | 伝説のセッケン ?                                                                  |                                                      | 1月12日        |
| 30   | レッツ・シンクロ ?                                                                |                                                      | 1月13日        |
| 31   | 春の雪風 ?                                                                        |                                                      | 1月14日        |
| 32   | ?を求めてお買い物 ?                                                               |                                                      | 1月15日        |
| 33   | ボディ入れ替えマシーン ?                                                          |                                                      | 1月16日        |
| 34   | 兎取り合戦 ?                                                                      |                                                      | 1月19日        |
| 35   | バイヤーを追い返せ ?                                                              |                                                      | 1月20日        |
| 36   | ウルトラウッディー ?                                                              |                                                      | 1月21日        |
| 37   | 親子でクルージング ?                                                              |                                                      | 1月22日        |
| 38   | ウッディー追い出される!? ?                                                        |                                                      | 1月23日        |
| 39   | 森の学校 ?                                                                        |                                                      | 1月26日        |
| 40   | 愛しのダーリン ?                                                                  |                                                      | 1月27日        |

※以下、放送日不明。
- みんなで騒ごう
- どっちがウッディー?
- The Legend of Rockabye Point

## 放送
本番組は、1999年5月8日から2002年7月27日までFox Kidsで放送され、2021年秋からアメリカのユニバーサル・キッズで再放送されることになった。カナダではYTV、イギリスではCBBCで放送された。日本ではテレビ東京とテレビ東京系列にて2001年4月5日から10月7日まで放送された。
| 放送期間   | 放送期間   | 放送時間（JST）   |
| ---------- | ---------- | ----------------- |
| 2001.04.05 | 2001.06.28 | 木曜18:00 - 18:30 |
| 2001.07.01 | 2001.10.07 | 日曜18:30 - 19:00 |

2018年11月22日、Deadline Hollywoodは、Universal 1440 Entertainmentがフランチャイズに基づく新しい2Dアニメーションシリーズを制作し、2018年12月3日にウッディー・ウッドペッカーの公式YouTubeチャンネルでデビューしたと報じた。

## 放送局
| 放送局         | 放送日付                                      | 放送時間                              | 備考          |
| -------------- | --------------------------------------------- | ------------------------------------- | ------------- |
| テレビ東京     | 2001年4月5日 - 6月28日 2001年7月1日 - 10月7日 | 木曜 18:00 - 18:30 日曜 18:30 - 19:00 | 制作局        |
| テレビ大阪     | 2001年4月5日 - 6月28日 2001年7月1日 - 10月7日 | 木曜 18:00 - 18:30 日曜 18:30 - 19:00 | [ 14 ]        |
| TVQ九州放送    | 2001年4月5日 - 6月28日 2001年7月1日 - 10月7日 | 木曜 18:00 - 18:30 日曜 18:30 - 19:00 | [ 15 ] [ 16 ] |
| テレビせとうち | 2001年4月5日 - 6月28日 2001年7月1日 - 10月7日 | 木曜 18:00 - 18:30 日曜 18:30 - 19:00 | [ 17 ]        |
| テレビ北海道   | 2001年4月5日 - 6月28日 2001年7月1日 - 10月7日 | 木曜 18:00 - 18:30 日曜 18:30 - 19:00 | [ 18 ] [ 19 ] |
| テレビ愛知     | 2001年4月5日 - 6月28日 2001年7月1日 - 10月7日 | 木曜 18:00 - 18:30 日曜 18:30 - 19:00 | [ 20 ]        |
| AT-X           | 2001年4月30日 - 10月22日                      | 月曜 10:00 - 10:30                    | リピートあり  |

## 主題歌
オープニングテーマ
「ウッディーハッピー！ウッディーラッキー！」
作詞 - 伊藤洋介 / 作曲、編曲 - 菊地圭介・桑原秀明（ユニバーサル スタジオ コンシューマー プロダクツ ジャパン） / 歌 - ウッディー・ウッドペッカー（声：渡辺久美子）
この曲の冒頭にはグレイス・スタッフォードによる鳴き声が入る。
エンディングテーマ
「Woody Wood Pecker」
この曲は、海外版やCIC・ビクター ビデオ版の日本語吹き替えではオープニングテーマとなっており、エンディングではまた別にこれをアレンジした曲が使われていた。
「あなたって?!」
作詞 - yuko、小林建樹 / 作曲 - 小林建樹 / 歌 - tef tef
2001年5月23日に発売された曲。

## スタッフ
- エグゼクティブプロデューサー - ウィリアム M. ラーン
- 原作 - ウォルター・ランツ
- 製作 - ユニバーサル・カートゥーン・スタジオ、ユニバーサル・テレビジョン（英語版）

### 日本語吹き替え版制作スタッフ
テレビ東京版
- 音響監督 - 高橋秀雄
- 音楽プロデュース - 菊地圭介、市川邦泰
- 音楽協力 - テレビ東京ミュージック
- 日本語版制作担当 - 萩野宏、片柳優貴子
- 制作協力 - ユニバーサル スタジオ コンシューマー プロダクツ ジャパン デジタルコンテンツ
- プロデューサー - 崔鐘秀（テレビ東京）、成毛克憲
- ディレクター - 平川勇一
- 翻訳・脚色 - 望月美英子
- 音響制作 - 平田哲、明瀬礼洋
- オープニング・エンディング構成 - 農本太一
- 録音スタジオ - アバコクリエイティブスタジオ
- スペシャルサンクス - 田島裕子
- 番組宣伝 - 松坂忠光 (テレビ東京)
- 製作 - テレビ東京、NAS

カートゥーンネットワーク版
- 翻訳 ^ 村治佳子[23]

## ホームメディア

### 海外
イギリスではほとんどDVDが発売されておらず、以前はVHSであった。2018年2月現在、最初の13話はHuluとYahoo! Viewで視聴できる。以前は、全53話がNetflixでストリーミング配信されていた。全シリーズは、2020年7月15日に開始されたNBCユニバーサルの新しいストリーミングサービス「Peacock」の一部である。

### 日本
日本ではパイオニアLDCから「ウッディー・ウッドペッカーとゆかいな仲間たち」のタイトルで発売されたこともあったが、2001年3月23日にはCIC・ビクター ビデオから「ウッディ・ウッドペッカーのホリデーは大冒険」と「ウッディ・ウッドペッカーのスポーツ大好き」の2本が山寺宏一による吹き替え版で発売された。
| 商品名                                                                             | 種類 | 発売日         |
| ---------------------------------------------------------------------------------- | ---- | -------------- |
| ウッディー・ウッドペッカーとゆかいな仲間たち 第1巻～第2巻                          | VHS  | 2001年9月21日  |
| ウッディー・ウッドペッカーとゆかいな仲間たち 第3巻～第4巻                          | VHS  | 2001年10月25日 |
| ウッディー・ウッドペッカーとゆかいな仲間たち 第5巻～第6巻                          | VHS  | 2001年11月22日 |
| ウッディー・ウッドペッカーとゆかいな仲間たち 第7巻～第8巻                          | VHS  | 2001年12月21日 |
| ウッディー・ウッドペッカーとゆかいな仲間たち ベストセレクション                    | VHS  | 2001年10月25日 |
| ウッディ・ウッドペッカー・ベストセレクション 『ゆかいなペンギン チリー・ウィリー』 | VHS  | 2001年9月21日  |
| ウッディ・ウッドペッカー・ベストセレクション 『ウィニーのおしゃれ大作戦』          | VHS  | 2001年10月25日 |
| ウッディー・ウッドペッカー ウィニーのおしゃれ大作戦                                | DVD  | 2001年9月21日  |
| ウッディー・ウッドペッカー いたずらが大好き                                        | DVD  | 2001年9月21日  |
| ウッディー・ウッドペッカー ゆかいなペンギン チリー・ウィリー                       | DVD  | 2001年9月21日  |
| ウッディー・ウッドペッカー 好奇心がいっぱい                                        | DVD  | 2001年10月25日 |
| ウッディー・ウッドペッカー 冒険にでかけよう                                        | DVD  | 2001年10月25日 |
| ウッディー・ウッドペッカー ドタバタ大騒動                                          | DVD  | 2001年10月25日 |
| ウッディー・ウッドペッカー チリー・ウィリーの南極からドモ!                         | DVD  | 2001年11月22日 |
| ウッディー・ウッドペッカー ウッディーがライバル                                    | DVD  | 2001年11月22日 |
| ウッディー・ウッドペッカー ノットヘッドとスプリンター毎度お騒がせします            | DVD  | 2001年11月22日 |
| ウッディー・ウッドペッカー みんなで騒ごう                                          | DVD  | 2001年12月21日 |
| ウッディー・ウッドペッカー バカンスに行きたい                                      | DVD  | 2001年12月21日 |
| ウッディー・ウッドペッカー ハチャメチャ大混戦                                      | DVD  | 2001年12月21日 |
| ウッディー・ウッドペッカー ライバル登場!?                                          | DVD  | 2001年12月21日 |